# Begonia lignescens
Begonia lignescens là một loài thực vật có hoa trong họ Thu hải đường. Loài này được Morton mô tả khoa học đầu tiên năm 1937.